# 상남항
상남항은 경상남도 남해군 서면 작장리, 상남마을 인근에 있는 어항이다. 2002년 8월 6일 어촌정주어항으로 지정하여 관리하고 있다. 시설관리자는 남해군수이다.

## 어항 연혁
- 1938년 자연부락 단위로 분동되면서 상남(上南)이라 불리게 되었다.

## 어항 시설
- 방파제 L=124m, B=5m, 선착장 L=96m, B=4.0m, 물량장 L=20m, B=8m, 호안 L=120m, B=6m

## 주요 어종
- 게, 노래미, 도다리, 장어, 메기, 해삼 등